# Associazione Vogherese Calcio 1948-1949
Questa voce raccoglie le informazioni riguardanti l'Associazione Vogherese Calcio nelle competizioni ufficiali della stagione 1948-1949.

## Rosa
| N. |                   | Ruolo | Calciatore       |
| -- | ----------------- | ----- | ---------------- |
|    | Italia (bandiera) | C     | Bruno Barbieri   |
|    | Italia (bandiera) | C     | Luciano Bazzotti |
|    | Italia (bandiera) | A     | Eugenio Bergonzi |
|    | Italia (bandiera) | D     | I. Bertero       |
|    | Italia (bandiera) | C     | Dante Cattaneo   |
|    | Italia (bandiera) | A     | G. Cavagna       |
|    | Italia (bandiera) | A     | Paolo De Caro    |
|    | Italia (bandiera) | A     | L. Facchin       |

| N. |                   | Ruolo | Calciatore      |
| -- | ----------------- | ----- | --------------- |
|    | Italia (bandiera) | P     | E. Lombardi     |
|    | Italia (bandiera) | C     | Carlo Maggi     |
|    | Italia (bandiera) | D     | F. Mariani      |
|    | Italia (bandiera) | D     | E. Repetto      |
|    | Italia (bandiera) | A     | Angelo Rossetti |
|    | Italia (bandiera) | D     | A. Scaranari    |
|    | Italia (bandiera) | C     | G. Testori      |